# Bečovský tunel
Bečovský tunel je železniční tunel na katastrálním území Bečov nad Teplou na neelektrizované jednokolejné železniční trati 149 Mariánské Lázně – Karlovy Vary v km 33,995–34,243 mezi zastávkou Vodná a stanicí Bečov nad Teplou.

## Historie
Železniční trať byla postavena v úzkém údolí řeky Teplé. Mezi stanicí Bečov nad Teplou a zastávkou Vodná pod bočním hřbetem Kočičího vrchu byl vyražen železniční tunel italskou firmou Emillio Paletti. Trať byla dána do provozu v roce 1898 a je na ní celkem sedm tunelů. V roce 2023 tunel prošel rekonstrukcí, kterou provedla firma Swietelsky. Oba portály byly kompletně sanovány.

## Popis
Jednokolejný železniční tunel je v nadmořské výšce 505 m. Je veden v oblouku a jeho délka je 248,2 m. Tunel byl vyražen v žulovém nadloží pod Kočičím vrchem v podkovovitém profilu a byl po celé délce vyzděn kamennými bloky. V tunelu byly vybudovány v roce 2023 další výklenky, takže celkový počet výklenků je devět (čtyři původní a pět nových). Vzdálenost mezi výklenky je 25 m.